# 康泊东叶马先蒿
康泊东叶马先蒿（学名：Pedicularis comptoniaefolia）为列当科马先蒿属的植物，为中国的特有植物。分布于缅甸以及中国大陆的云南、四川等地，生长于海拔2,400米至3,000米的地区，多生在干草坡与草滩中，目前尚未由人工引种栽培。